# Utan spår
Utan spår (engelska: Untraceable) är en amerikansk thrillerfilm från 2008 i regi av Gregory Hoblit, med Diane Lane, Billy Burke, Colin Hanks och Joseph Cross i rollerna.

## Handling
FBI-agenten Jennifer March (Diane Lane) på datorbrottsenheten i Portland får en webbadress som hon blir ombedd att undersöka. Sidan visar sig innehålla en direkt länk från en källare där en person i taget blir mördad. Ju fler som loggar in på sidan, desto fortare kommer personerna att dö.

## Rollista
| Diane Lane           | – Jennifer Marsh       |
| Billy Burke          | – Kommissarie Eric Box |
| Colin Hanks          | – Griffin Dowd         |
| Joseph Cross         | – Owen Reilly          |
| Mary Beth Hurt       | – Stella Marsh         |
| Peter Lewis          | – Richard Brooks       |
| Tyrone Giordano      | – Tim Wilks            |
| Perla Haney-Jardine  | – Annie Haskins        |
| Tim De Zarn          | – Herbert Miller       |
| Christopher Cousins  | – David Williams       |
| Jesse Tyler Ferguson | – Arthur James Elmer   |